# Le Marchand de sable (film, 2010)
Pour les articles homonymes, voir Marchand de sable.
Pour plus de détails, voir Fiche technique et Distribution.
Le Marchand de sable (Das Sandmännchen – Abenteuer im Traumland) est un film d'animation en stop motion franco-allemand produit dans les studios de Babelsberg à Francfort-sur-le-Main ainsi qu'à Leipzig, Halle-sur-Saale, Weimar, Hambourg et Stuttgart sous la direction de Ringo Waldenburger. Des séquences du films ont été prises sur l'île de Rügen. En Allemagne, le film a été diffusé le 30 septembre 2010 et le 9 février 2011 en France.

## Synopsis
Il y a beaucoup d'excitation dans le pays de rêve Somnia, car le sable de rêve de l'homme de sable a été volé. Fiesling Habumar souhaite veut faire de mauvais rêves à tout le monde. Le mouton endormi Nepomuk est chargé par le marchand de sable d'amener le capitaine intrépide Scheerbart de la terre et de l'envoyer au pays des rêves. Mais Nepomuk n'amène pas le capitaine Scheerbart, mais la petite Miko. Le marchand de sable engage Miko, six ans, pour l'aider, car il soupçonne qu'il a ce qu'il faut pour être un héros. Les deux vont sauver les rêves.

## Fiche technique
- Titre : Le Marchand de sable
- Titre original : Das Sandmännchen – Abenteuer im Traumland
- Réalisation : Sinem Sakaoglu et Jesper Møller
- Scénario : Katharina Reschke et Jan Strathmann
- Production : Jan Bonath
- Musique : Oliver Heuss
- Photographie : Angela Poschet
- Pays de production :  Allemagne
- Langue originale : allemand
- Durée : 83 minutes
- année : 2010

## Distribution

### Voix françaises
- Emmanuel Garijo : Philibert
- Tom Trouffier : Théo (voix parlée)
- Dolly Vanden : Théo (voix chantée)
- Dominique Collignon-Maurin : Tournicochemar
- Lionel Tua : le Marchand de sable
- Thierry Wermuth : le professeur Limassol
- Céline Monsarrat : Starlet O'Pom et Starlet O'Cerises
- Denis Boileau : Marcello et Alberto
- Pierre Baton : Prof
- Xavier Fagnon : Igor
- Bonnie Lener : Léa
- Ariane Aggiage : la mère de Théo
- Michel Papineschi : le père de Théo
- Max Renaudin-Pratt : Georges
- Valentin Maupin : David
- Gabriel Bismuth-Bienaimé : Finn

- Version française
  - Studio de doublage : Chinkel
  - Direction artistique : Nathalie Raimbault
  - Adaptation des dialogues : Régis Écosse

 Source et légende : version française (VF) sur RS Doublage et carton du doublage français.